# حسن‌دده (دازقری)
حسن‌دده (به ترکی استانبولی: Hasandede) یک منطقهٔ مسکونی در ترکیه است که در دازقری واقع شده‌است.